# Ј
La Ј, en minúscula ј es una letra del alfabeto cirílico, usada en los idiomas serbio, macedonio, azerí, bosnio, montenegrino, komi. No es la jota del alfabeto castellano.
En serbio, macedonio, azerí, bosnio y montenegrino esta consonante se pronuncia como la palatal / j /. Fue el reemplazo de la tradicional letra cirílica acentuada Й en la nueva versión del alfabeto editada por Vuk Karadžić, quien por ello sufrió acusaciones de sumisión a los católicos austríacos por parte del clero ortodoxo.